# Céleste Mogador
Céleste Mogador, nome d'arte di Élisabeth-Céleste Venard, nota anche semplicemente come Mogador (Parigi, 27 dicembre 1824 – Parigi, 18 febbraio 1909), è stata una ballerina e scrittrice francese.
Negli ultimi anni della sua carriera fu scopritrice e patrocinatrice di nuovi talenti come ad esempio quello di Louise Weber, La Goulue, inventrice del can-can. Fu contessa di Chabrillan per matrimonio.

## Biografia
Figlia di Anne-Victoire Vénard, Élisabeth-Céleste nacque a Parigi il 27 dicembre 1824. Suo padre morì quando lei aveva appena sei anni ed iniziarono per lei anni particolarmente difficili tra il rifiuto di sua madre e gli abusi del patrigno. All'età di sedici anni, decise di intraprendere la via dello spettacolo ed iniziò a esibirsi al Cirque Olympique o all'ippodromo di Boulevard du Temple. Fu tra i precursori della quadriglia ed in particolare del can-can che fu tra le prime a danzare al Bal Mabille. Viene inoltre ricordata come la prima danzatrice del chotis. Nei cabaret si esibiva anche come cantante su pezzi di Sebastián Iradier. Si dice che il suo personaggio ispirò quello di Carmen nell'omonima opera di Bizet, col quale mantenne un rapporto di solida amicizia. In questi anni sul palcoscenico, si ricavò il nome d'arte di "Mogador" che si riferiva al bombardamento di Mogador, in Marocco, nel 1844, a significare il suo spirito travolgente.

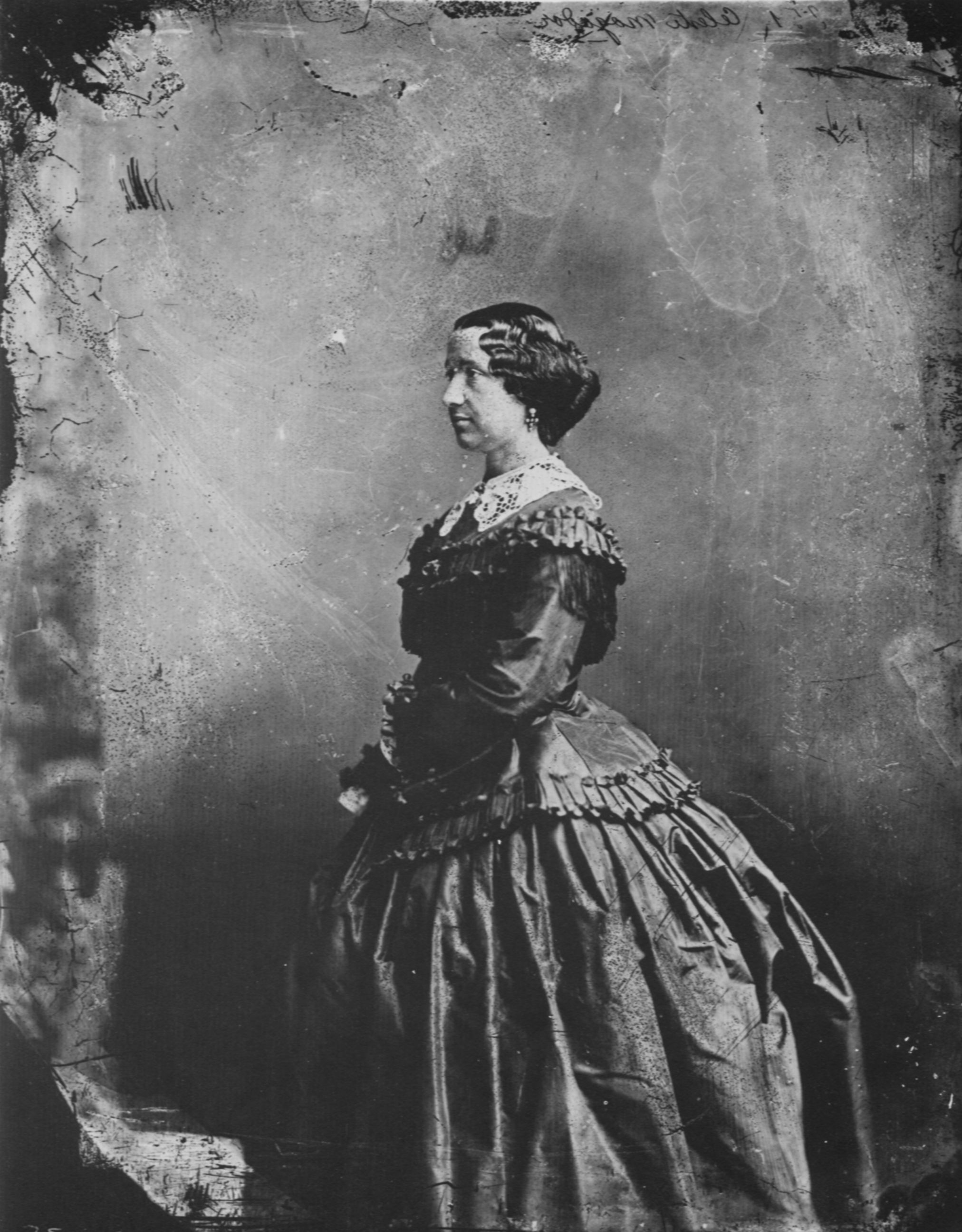
Céleste Mogador in una fotografia del 1864

Nel 1854, sposò Lionel de Moreton, conte di Chabrillan, e si trasferì con lui nella prestigiosa residenza della famiglia del marito, il castello di Magnet. Qualche tempo dopo suo marito venne nominato console francese a Melbourne, in Australia, dove morì prematuramente nel 1858 e da dove la stessa Mogador, rimasta sola, decise di rientrare in Francia. Nel 1854, pubblicò la sua prima opera letteraria Adieu au monde, Mémoires de Céleste Mogador. Nel 1877 fu la volta di Un deuil au bout du monde dove descrisse i suoi quattro anni di vita in Australia accanto al marito.
Fu direttrice della compagnia del teatro delle Folies-Marigny. Mogador fu anche scrittrice di piéce teatrali tra cui le più note sono Les voleurs d'or, Les Crimes de la mer, Les Revers de l'Amour, L'Américaine e Pierre Pascal. Dopo il fallimento di queste esperienze, ad ogni modo, nel 1865 decise di ritirarsi a vita privata. Nel corso della guerra franco-prussiana, si stabilì a Les Soeurs de France preoccupandosi di curare i soldati feriti ed aprì la sua casa di Le Vésinet ai bambini orfani della guerra.
Negli ultimi anni si dedicò anche ad attività di patrocinio e scoperta di nuove artiste come ad esempio Louise Weber (meglio nota poi col nome d'arte di La Goulue), una giovane ballerina che lei personalmente incoraggiò nel continuare la sua carriera e che nel giro di pochi anni giunse ad esibirsi al Moulin Rouge, divenendo l'inventrice delle moderne mosse del can-can francese.
Mogador morì nel quartiere parigino di Montmartre il 18 febbraio 1909, all'età di 84 anni. Venne sepolta nel cimitero di Le Pré-Saint-Gervais sino al 1993 quando la sua salma, esumata, ebbe una nuova sepoltura nel cimitero di Le Poinçonnet.

## Opere letterarie
Con lo pseudonimo di Mogador scrisse una serie di racconti:
- Adieux au monde. Mémoires de Céleste Mogador, 1854  fac-similé téléchargeable.
- Les Voleurs d'or, 1857.
- Sapho, 1858.
- Miss Powel, 1859.
- Est-il fou?, 1860.
- Un miracle à Vichy, 1861.
- Les Mémoires d'une honnête fille, 1865.
- Les Deux Sœurs, 1876.
- Un deuil au bout du monde, 1877.
- Les Forçats de l'Amour, 1881.
- Marie Baude, 1883.
- Un drame sur le Tage, 1885.[4]

## Pièces teatrali
- En Australie, commedia, 1862.
- Les Voleurs d'or, dramma in cinque atti, 1866.
- Les Crimes de la mer, dramma in cinque atti, 1869.
- Les Revers de l'Amour, commedia in cinque atti, 1870.
- L'Américaine, commedia in cinque atti, 1870.
- Pierre Pascal, dramma in cinque atti, 1885.